# Ponîkva, Brodî
Ponîkva (în ucraineană Пониква) este localitatea de reședință a comunei Ponîkva din raionul Brodî, regiunea Liov, Ucraina.

## Demografie
Componența lingvistică a localității Ponîkva
     Ucraineană (99,8%)
     Alte limbi (0,2%)
Conform recensământului din 2001, majoritatea populației localității Ponîkva era vorbitoare de ucraineană (99,8%), existând în minoritate și vorbitori de alte limbi.